# Бетпак-Дала
Бетпак-Дала је пустиња у Азији у јужном делу Казахстана. Захвата површину од 75.000km². Према типу подлоге спада у глиновито-камените пустиње.